# Marty Turco
Marty Vincent Turco (* 13. August 1975 in Sault Ste. Marie, Ontario) ist ein ehemaliger kanadischer Eishockeytorwart. Zwischen 2000 und 2012 bestritt er in der National Hockey League über 500 Partien für die Dallas Stars, Chicago Blackhawks und die Boston Bruins. Den Großteil seiner Karriere spielte er dabei für die Dallas Stars, bei denen er eine Reihe von Franchise-Rekorden hält und in deren Trikot er zweimal den Roger Crozier Saving Grace Award gewann. Ferner errang Turco mit der kanadischen Nationalmannschaft die Silbermedaille bei der Weltmeisterschaft 2005.

## Karriere

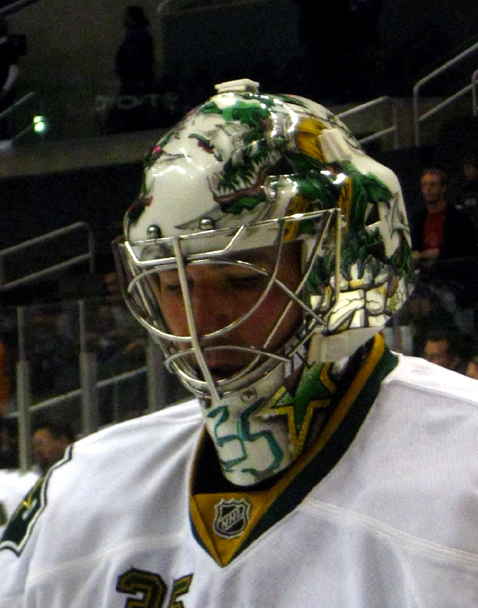
Turco im Trikot der Dallas Stars (2009)

Marty Turco wurde im NHL Entry Draft 1994 von den Dallas Stars in der fünften Runde an Position 124 ausgewählt. Nach dem Draft spielte er für die University of Michigan in der Central Collegiate Hockey Association, wo er mit guten Leistungen auf sich aufmerksam machte. Im Sommer 1998 wechselte er in die International Hockey League zu den Michigan K-Wings, bei denen er zwei Jahre spielte und sich für die National Hockey League empfehlen konnte.
Zu Beginn der Saison 2000/01 holten die Stars ihn in ihren NHL-Kader. Als Nummer zwei hinter Ed Belfour bestritt er die Saison und wurde am Ende mit dem Roger Crozier Saving Grace Award für den Torhüter mit der besten Fangquote ausgezeichnet. Nach einer weiteren Saison als Ersatztorhüter wurde Turco, nachdem Ed Belfour das Team verlassen hatte, die Nummer eins der Dallas Stars. Am Ende der Saison 2002/03 wurde er in das NHL Second Allstar-Team gewählt und zum zweiten Mal mit dem Roger Crozier Saving Grace Award geehrt, wobei seine Goals Against Average mit 1.72 ein Rekord der „modern era“ in der NHL war. Der Rekord wurde ein Jahr später von Miikka Kiprusoff übertroffen. Auch in der folgenden Saison brachte Marty Turco großartige Leistungem, doch erneut hatten die Dallas Stars keine Chance im Meisterschaftskampf. Hatte Turco eine hervorragende reguläre Saison gespielt, so brachte er nur noch schwache Leistungen in den Playoffs. Trotzdem erhielt er Anerkennung für seine Leistung und wurde zum ersten Torhüter der Western Conference im NHL All-Star Game 2004 gewählt.
Die Saison 2004/05 fiel in der National Hockey League wegen des Lockout aus, Marty Turco wechselte in die schwedische Elitserien zu Djurgårdens IF, blieb aber nur einen Monat. In der Saison 2005/06 spielte er wieder sehr gut und konnte insgesamt 41 Spiele gewinnen, womit er einen persönlichen Rekord aufstellte und in der Liga auf Platz drei unter den Torhütern lag. Obwohl sein Team als einer der Favoriten (2. Platz der Western Conference) in die Playoffs ging, schied es bereits in der ersten Runde gegen die Colorado Avalanche aus, da die Defensive der Stars erneut Schwächen zeigte.

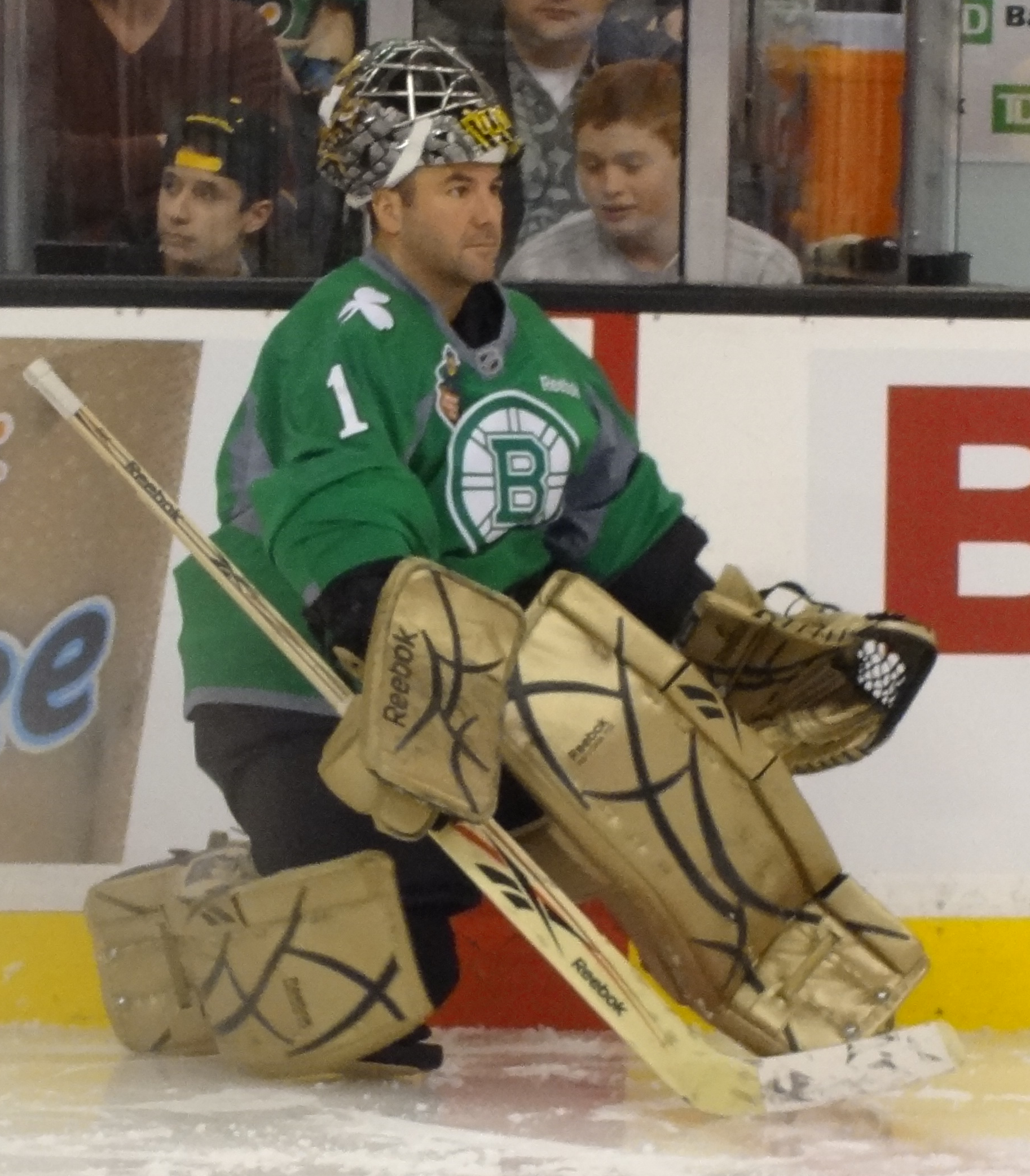
Turco im Trikot der Boston Bruins (2012)

In der Saison 2006/07 war Turco erneut Mitglied des Western-All-Star-Teams, wobei er durch zwei Gegentore im Schlussdrittel den Sieg zugesprochen bekam. Die Stars gingen als Sechster des Westens nach einer nur teilweise erfolgreichen regulären Saison in die Playoffs und ihnen wurde eine klare Niederlage gegen die Vancouver Canucks um Roberto Luongo vorhergesagt, gerade wegen Turcos alter Instabilität in den Playoffs. Zwar verloren die Stars die Serie knapp mit 3:4, jedoch schaffte Turco in allen drei Siegen einen Shutout, also jeweils ohne Gegentor. Er zeigte damit, dass die Experten sich eventuell in ihm geirrt hatten. Dies bewies er endgültig im folgenden Jahr, als die Dallas Stars auf dem fünften Platz in die Playoffs gehend, die beiden Stanley-Cup-Mitfavoriten Anaheim Ducks und San Jose Sharks besiegten. Turco gehörte dabei mit seinen hervorragenden Leistungen zu den Stützen des Teams. Erst in den Western Conference Finals scheiterten sie mit 4:2 am späteren Stanley-Cup-Champion Detroit Red Wings.
Im Sommer 2010 wurde Turcos auslaufender Vertrag nicht verlängert. Zunächst fand er keinen neuen Club und wurde erst im August vom Stanley-Cup-Sieger, den Chicago Blackhawks, unter Vertrag genommen, nachdem diese sich nicht mit ihrem bisherigen Stammtorhüter Antti Niemi auf einen Vertrag einigen konnten. Nach dem Saisonende 2010/11 verlängerten diese seinen Vertrag nicht.
Nachdem Turco im Dezember 2011 für die Dauer des Finalturniers der European Trophy 2011 vom EC Red Bull Salzburg verpflichtet wurde, welches er mit den Salzburgern gewann, unterschrieb er Ende Januar 2012 einen Vertrag bis zum Saisonende beim gleichen Verein. Nach dem frühen Ausscheiden der Salzburger im Viertelfinale kehrte Turco zurück in die NHL. Dort wurde er am 5. März 2012 für den Rest der Saison 2011/12 von den Boston Bruins verpflichtet. Anschließend beendete er seine aktive Laufbahn.

## Erfolge und Auszeichnungen
| - 1995 CCHA Rookie of the Year - 1996 CCHA-Meisterschaft mit der University of Michigan - 1996 NCAA-Division-I-Championship mit der University of Michigan - 1996 NCAA Championship All-Tournament Team - 1997 CCHA-Meisterschaft mit der University of Michigan - 1997 CCHA First All-Star Team - 1997 NCAA West First All-American Team - 1998 CCHA Second All-Star Team - 1998 NCAA-Division-I-Championship mit der University of Michigan - 1998 NCAA Championship All-Tournament Team - 1998 NCAA Championship Tournament MVP | - 1999 Garry F. Longman Memorial Trophy - 2001 Roger Crozier Saving Grace Award - 2003 NHL-Spieler des Monats Januar - 2003 Teilnahme am NHL All-Star Game - 2003 NHL Second All-Star Team - 2003 Roger Crozier Saving Grace Award - 2004 Teilnahme am NHL All-Star Game - 2005 NHL-Defensivspieler des Monats November - 2006 NHL Foundation Player Award - 2007 Teilnahme am NHL All-Star Game - 2011 European-Trophy-Gewinn mit dem EC Red Bull Salzburg |

### International
- 2005 Silbermedaille bei der Weltmeisterschaft

## NHL-Statistik
(Legende zur Torhüterstatistik: GP oder Sp = Spiele insgesamt; W oder S = Siege; L oder N = Niederlagen; T oder U oder OT = Unentschieden oder Overtime- bzw. Shootout-Niederlage; Min. = Minuten; SOG oder SaT = Schüsse aufs Tor; GA oder GT = Gegentore; SO = Shutouts; GAA oder GTS = Gegentorschnitt; Sv% oder SVS% = Fangquote; EN = Empty Net Goal; 1 Play-downs/Relegation; Kursiv: Statistik nicht vollständig)